# Praktiker

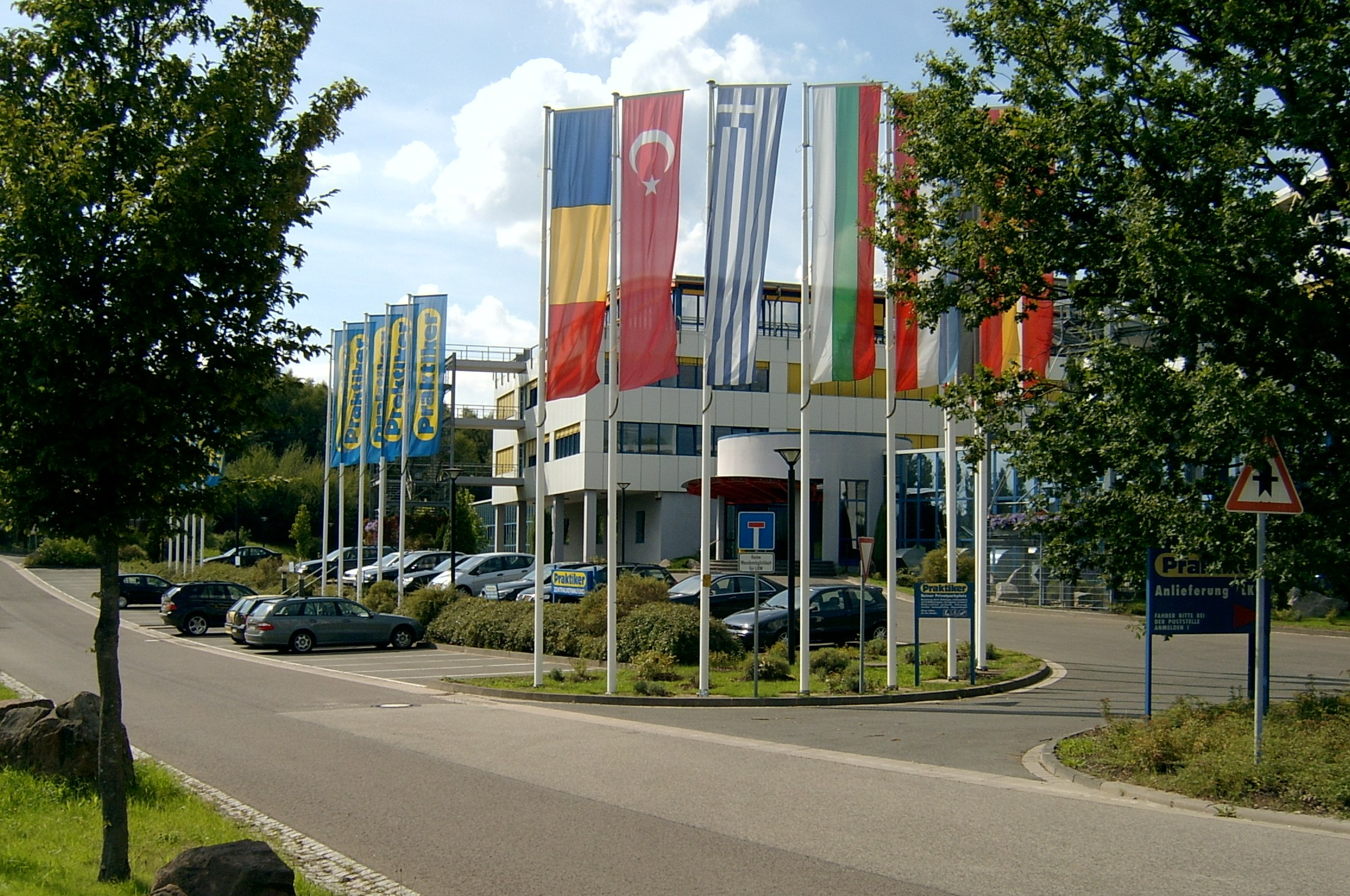
Zentrale in Kirkel

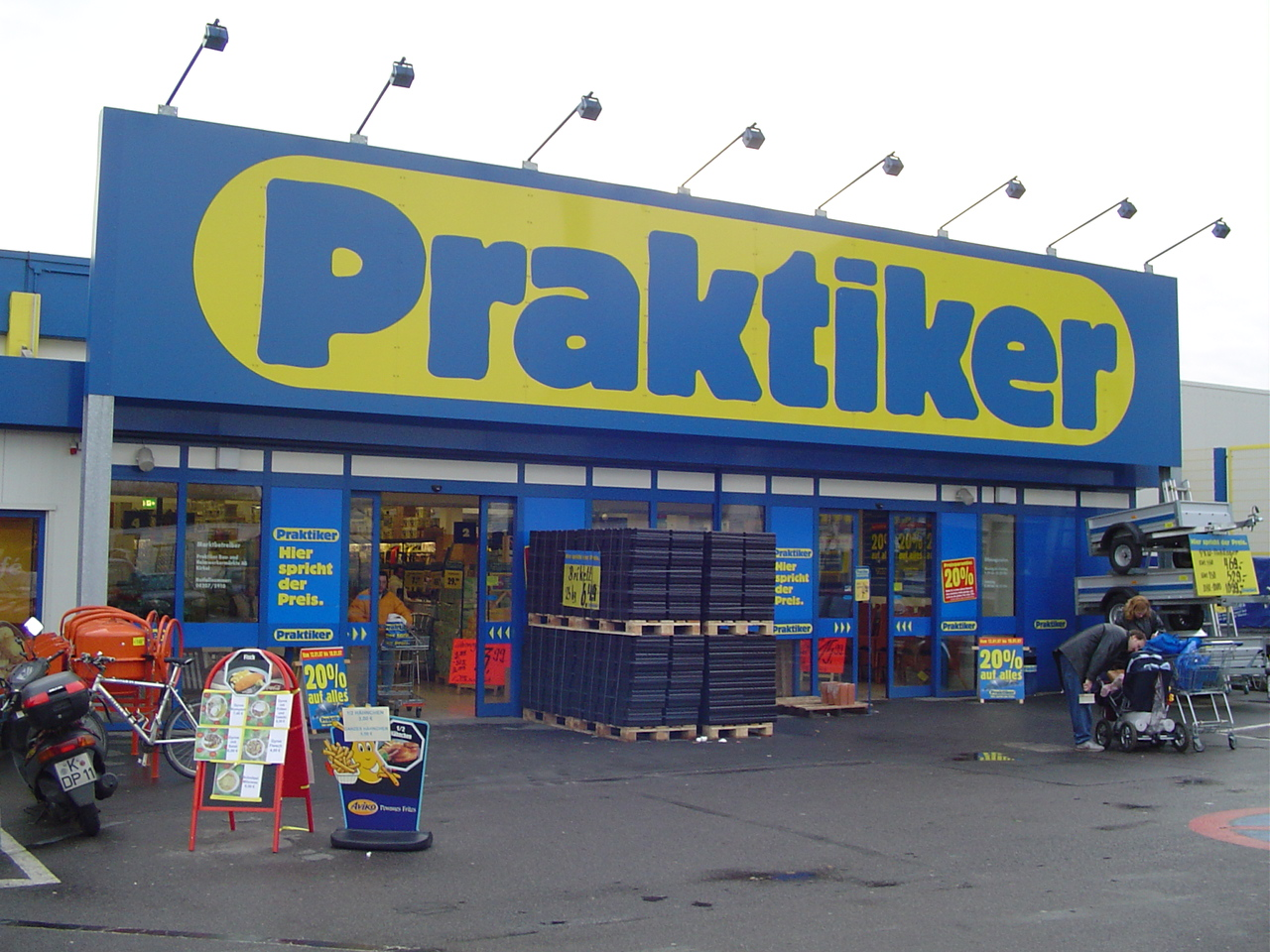
Eingangsbereich eines Kölner Praktiker-Baumarktes

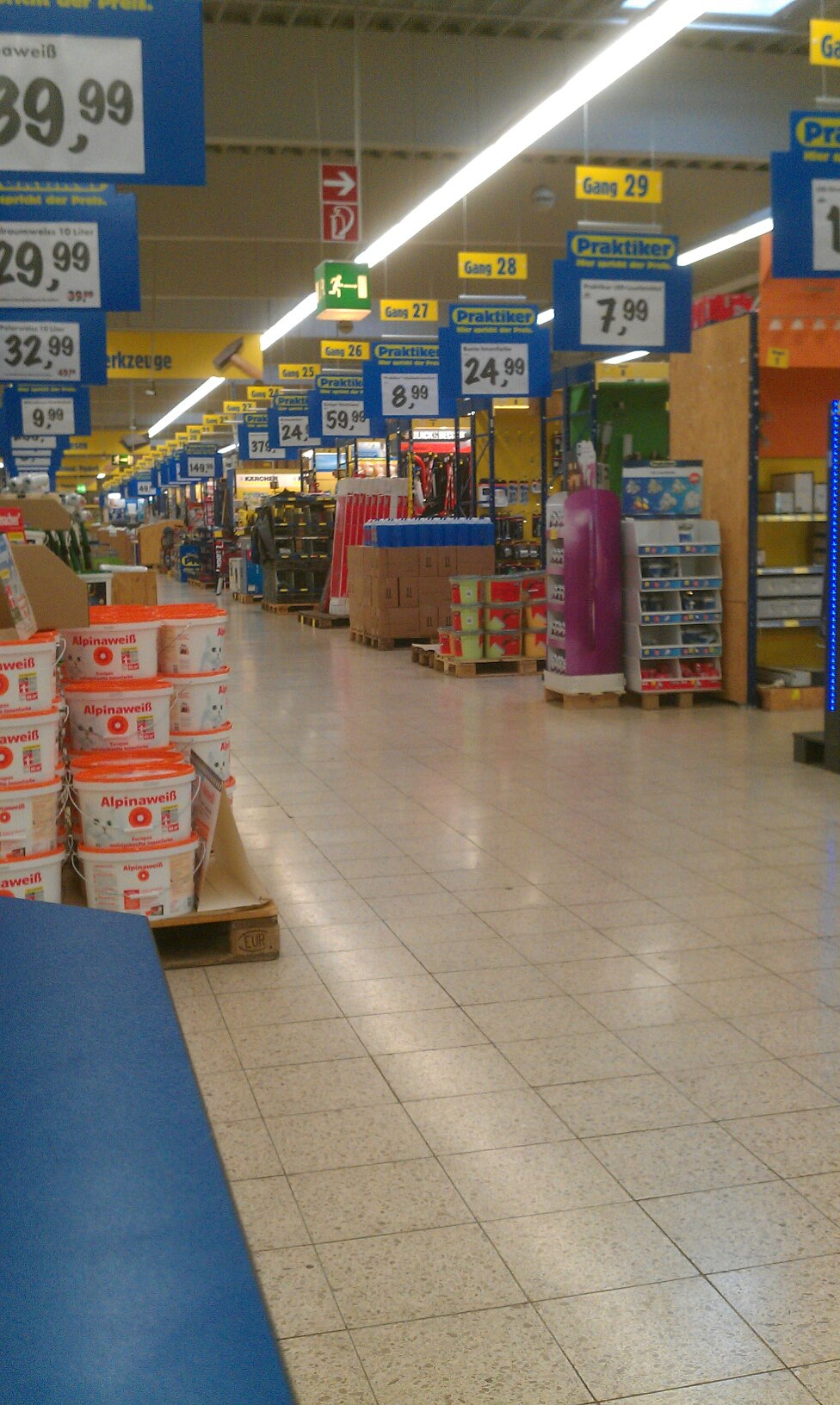
Innenansicht eines Praktiker-Baumarktes (hier in Neu-Ulm)

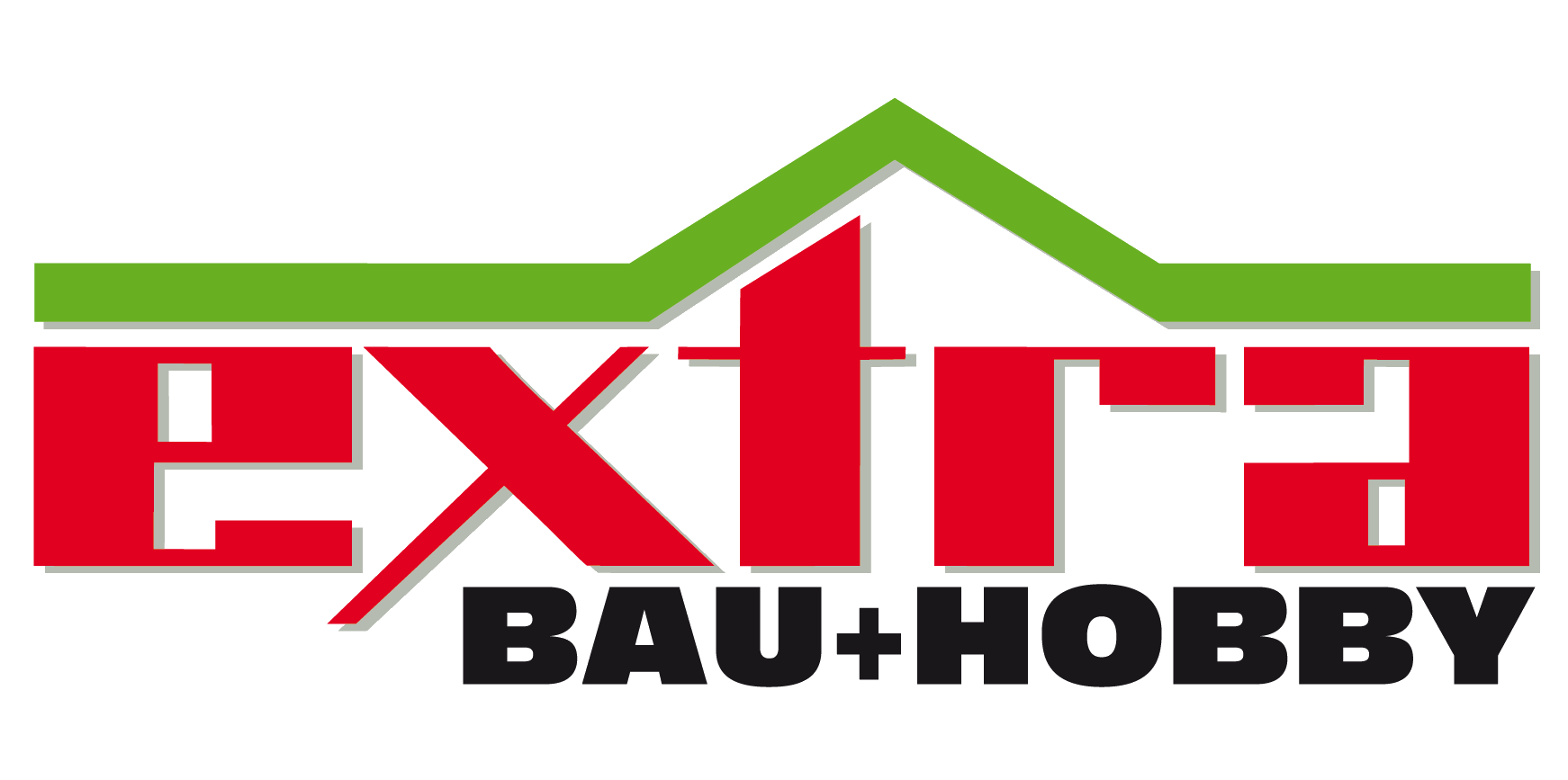
Logo der Vertriebslinie extra Bau + Hobby

Die Praktiker AG war die börsennotierte Dachgesellschaft mehrerer Baumarktketten in Europa. Vertriebslinien im Hauptmarkt Deutschland waren Praktiker und extra Bau+Hobby (geschlossen zwischen 31. Oktober und 30. November 2013) sowie Max Bahr (geschlossen am 25. Februar 2014). Das Unternehmen erwirtschaftete zuletzt mit rund 20.000 Mitarbeitern etwa drei Milliarden Euro Umsatz pro Jahr und hat durch seinen Werbeslogan „20 % auf alles (außer Tiernahrung)“ Bekanntheit erlangt.
Das 1978 gegründete Unternehmen wuchs im Gegensatz zu den meisten seiner deutschen Konkurrenten durch den Aufkauf verschiedener kleiner Baumarktketten und Baustoffhandlungen heran. Dazu kam in den 1990er Jahren die Expansion in die neuen Bundesländer und ins europäische Ausland. Nach dem Rückzug der Metro AG als Allein- bzw. Mehrheitsgesellschafter in den Jahren 2005/2006 geriet das Unternehmen in eine existenzielle Krise und schrieb über Jahre hohe Verluste. Trotz intensiver Bemühungen und erheblicher Finanzspritzen griffen die Restrukturierungsversuche nicht.
Am 10. Juli 2013 erklärte sich das Unternehmen für überschuldet und zahlungsunfähig und stellte am darauffolgenden Tag beim Amtsgericht Hamburg einen Insolvenzantrag für die acht inländischen Tochtergesellschaften Baumarkt Praktiker Deutschland GmbH, Baumarkt Praktiker DIY GmbH, Baumarkt Praktiker GmbH, Baumarkt Praktiker Online GmbH, Baumarkt Max Bahr Praktiker Einkaufs GmbH, Baumarkt Praktiker Warenhandelsgesellschaft mbH, Baumarkt Praktiker Vierte GmbH und Baumarkt Praktiker Services GmbH. Der Insolvenzantrag für die Praktiker AG wurde am 12. Juli 2013 beim Amtsgericht Saarbrücken gestellt. Praktiker teilte mit, der Betrieb aller Baumärkte solle uneingeschränkt aufrechterhalten werden. Das Auslandsgeschäft war von der Insolvenz nicht betroffen. Am 25. Juli 2013 wurde berichtet, dass auch Max Bahr Insolvenz angemeldet hat. Die Praktiker- und Extra-Märkte wurden zum 30. November 2013 endgültig geschlossen, die Max-Bahr-Märkte folgten am 25. Februar 2014.
Im Jahr 2016 erwarben Christoph Kilz und Dirk Oschmann die Namensrechte und eröffneten unter praktiker.de einen Baumarkt-Onlineshop, der mit dem früheren Unternehmen Praktiker aber nichts zu tun hat.

## Geschichte

### Praktiker als Teil des Metro-Konzerns
Gegründet wurde Praktiker 1978. Der erste Baumarkt wurde 1978 unter dem Namen bâtiself in Luxemburg eröffnet. Konzernmutter war die in Saarbrücken ansässige Asko Deutsche Kaufhaus AG (heute Metro). 1979 übernahm Praktiker in Deutschland neun BayWa-Baumärkte und eröffnete zusätzlich vier neue Märkte. 1982 wurde schrittweise das Discountprinzip eingeführt. Ab 1985 erfolgte eine Expansion durch Übernahme weiterer Baumärkte, der Wickes-Baumärkte und schließlich 1990 der Real-kauf-Baumärkte. 1991 wurde in Griechenland der erste Markt eröffnet. Nach knapp 15 Jahren kam es 1992 zu einer Bereinigung. Metro Cash & Carry, der die Massa Großhandels AG gehörte, spaltete den Baumarkt-Teil ab und verkaufte ihn an Praktiker. Der Rumpfteil wurde in Real Großhandels AG umbenannt. Ähnlich wurde mit BLV (Bayerische Lagerversorgung) und Extra verfahren. Die ersten Schritte zur bevorstehenden Fusion und Marktbereinigung waren damit vollzogen.
Nach Übernahme der kleineren Baumärkte BLV, massa, MHB, Huma und extra ging Praktiker 1995 als Teil der Asko Deutsche Kaufhaus AG mittels Fusion mit der Metro Cash & Carry zur Metro AG über. 1996 erfolgte die Übernahme weiterer Baumärkte von Bauspar, 1997 von Wirichs. In diesem Jahr wurde auch der erste Markt in Polen eröffnet, 1998 folgten Märkte in Ungarn und der Türkei. Praktiker gehörte nun mehrheitlich zum größten europäischen Handelskonzern.
Im Jahr 1998 eröffnete Metro in Erfurt ihren 250. Praktiker-Markt; 2003 feierte man das 25-jährige Jubiläum der Praktiker-Märkte. 2000 erfolgten weitere Rationalisierungen und die Übernahme von 27 Top-Baumärkten. Von 2004 bis 2005 expandierte Praktiker weiter und eröffnete weitere Baumärkte in der Türkei, in Bulgarien und in Ungarn. 2002 übernahm die Metro AG 100 % der Aktien und nahm die Kette von der Börse (Delisting).
Ende 2004 trat Praktiker, ebenso wie Bauhaus, aus dem Bundesverband Deutscher Heimwerker-, Bau- und Gartenfachmärkte aus, im Oktober 2010 erfolgte der Wiedereintritt.

### Börsengang, Veräußerung des Immobilienbesitzes und Rückzug der Metro
Am 22. November 2005 brachte Metro die Praktiker AG erneut an die Frankfurter Wertpapierbörse und reduzierte damit seine Beteiligung auf 40,5 %. Zugleich firmierte das Unternehmen von Praktiker Bau- und Heimwerkermärkte AG in Praktiker Bau- und Heimwerkermärkte Holding AG um. Bei einem Ausgabekurs von 14,50 Euro wurden mittels Greenshoe 34,5 Millionen Stückaktien ausgegeben. Das Emissionsvolumen betrug damit 500 Millionen Euro, wovon Praktiker nach Abzug aller Kosten 111 Millionen als Nettoemissionserlös verblieben. Die Erstnotierung lag bei 14,90 Euro. Konsortialführer war die US-amerikanische Bank JPMorgan Chase & Co.
Am 7. Dezember 2005 veräußerte die Metro ihre 53 Praktiker-Immobilien für 480 Millionen Euro an das Immobilien-Investmentunternehmen Curzon Global Partners. Schließlich teilte die Metro AG am 10. April 2006 in einer Pflichtveröffentlichung mit, dass sie sich von ihrem verbliebenen Anteil an der Baumarktkette trennen würde.
Mit dem Börsengang wurde das Ziel einer Expansion in Osteuropa verknüpft. Von 2006 bis 2011 war die Aktie im Aktienindex MDAX der Frankfurter Börse notiert. Vom 19. September 2011 bis zum 20. September 2013 gehörte sie dem SDAX an.

### Übernahme der Extra-Baumärkte
Nachdem die Extra-Lebensmittelmärkte von Metro an Rewe verkauft wurden, sind die Extra-Baumärkte an Praktiker eingegliedert worden. Des Weiteren wurden kleinere Praktiker-Filialen in Extra umbenannt. Einige Extra-Märkte wurden als Franchise betrieben.

### Übernahme von Max Bahr

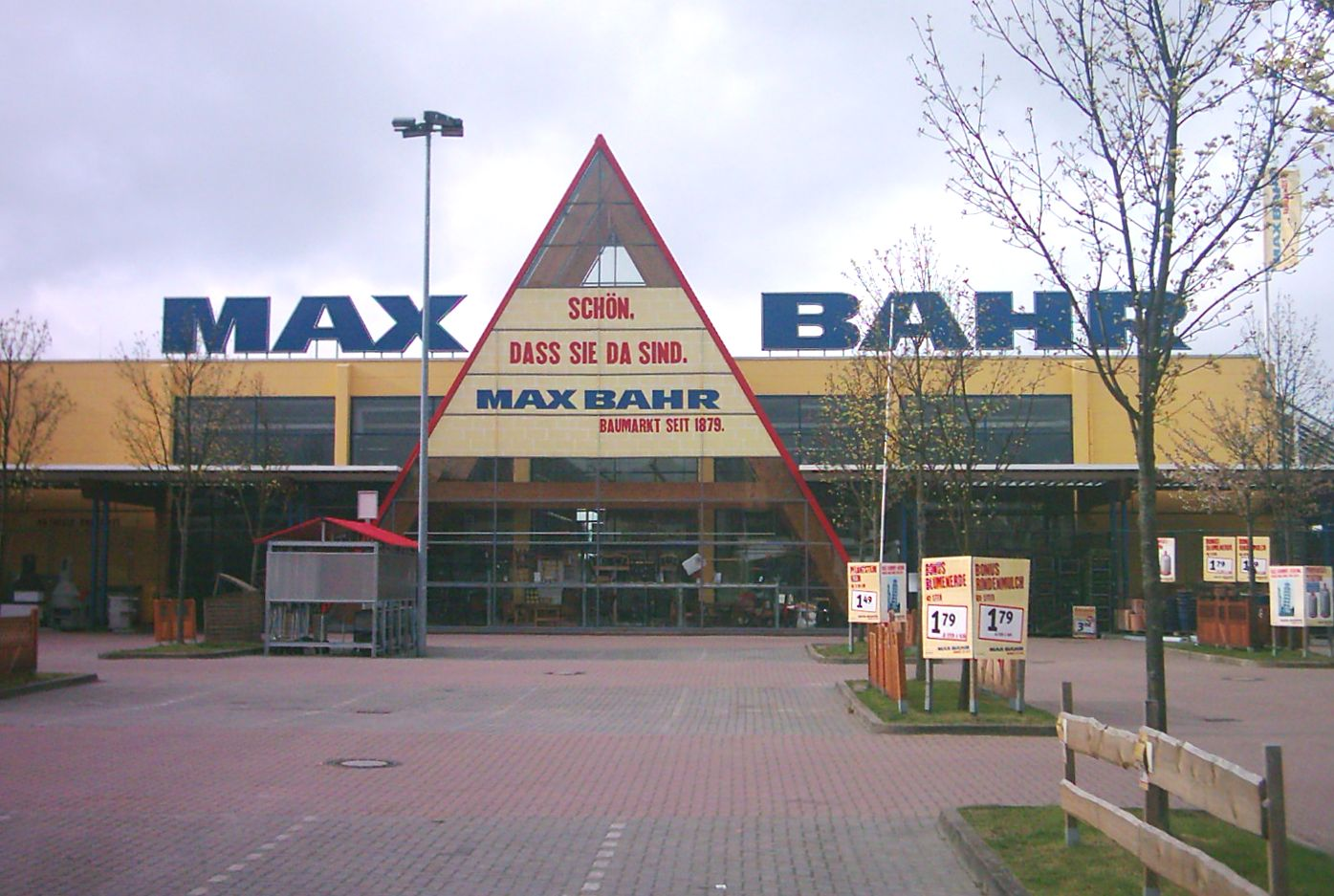
Max-Bahr-Baumarkt in Hamburg-Neugraben-Fischbek, 2007

Im Februar 2007 wurde die Kette Max Bahr, bestehend aus 77 Baumärkten mit etwa 3200 Mitarbeitern, übernommen. Max Bahr trat als Premiummarke, Praktiker als Discountmarke der Praktiker-Holding auf.
Mit der Übernahme hoffte Praktiker, seinen Marktanteil in Deutschland von zuvor 7,2 % auf über 9 % zu heben und damit zum Marktführer Obi, welcher 9,7 % Marktanteil innehatte, aufschließen zu können. Weiterhin erwartete Praktiker ab 2008 Synergieeffekte (für 2009 über 20 Millionen Euro). Die Integrationskosten wurden mit 12 Millionen Euro veranschlagt. Zusätzlich zum operativen Geschäft erwarb Praktiker eine 24-prozentige Beteiligung an der Max-Bahr-Immobiliengesellschaft. Marktbeobachter hatten bereits seit geraumer Zeit eine Konsolidierung auf dem Markt beobachtet und sahen diese auch in dem Schritt von Praktiker.

### Krise ab 2009
Im März 2009 (zu Beginn einer Wirtschaftskrise) erhielt die Praktiker-Holding, als erstes deutsches Einzelhandelsunternehmen überhaupt, die Genehmigung zur Einführung von Kurzarbeit. Diese wurde im Rahmen eines strikten Sparkurses Ende des Monats zunächst in 84 Märkten mit zusammen rund 4000 Mitarbeitern eingeführt, verbunden mit einem Einstellungsstopp, einer Nullrunde bei den Bezügen der Führungskräfte, der Reduzierung der Dividende für Aktien von 0,45 auf 0,10 Euro und einer Pause bei der internationalen Expansion. Mit Wirkung zum 31. März 2009 wurde das Berliner Kleinflächen-Konzept Max – der kleine Baumarkt der Vertriebslinie Max Bahr nach rund vierjährigem Probelauf eingestellt.
Der Vorstandsvorsitzende Wolfgang Werner kündigte am 20. Juli 2011 an, dass er sein Mandat niederlegen werde.
Thomas Fox wurde zum 1. Oktober 2011 neuer Vorstandsvorsitzender des Konzerns. Ebenso wurde Josef Schultheis ab dem 16. August 2011 zum Vorstandsmitglied ernannt, dieser übernahm bis zu Fox’ Amtsantritt im Oktober kommissarisch den Vorstandsvorsitz.
Beide arbeiteten bereits bei Karstadt zusammen und wurden vom Aufsichtsrat für zwei Jahre bestellt. Thomas Fox wurde am 13. Mai 2012 durch den ehemaligen Hertie-Chef Kay Hafner ersetzt.
Nach den verlustreichen Jahren 2010 und 2011 wurde ein Restrukturierungsprogramm beschlossen. Es war geplant, etwa die Hälfte der Praktiker-Märkte auf Max Bahr umzuflaggen. Bis April 2013 sind 57 Standorte umgerüstet worden. Die übrigen Praktiker-Märkte sollten ebenfalls umfassend modernisiert werden. Verhandlungen über eine Kreditaufnahme über die Anchorage Capital Europe – die lange Zeit vom Vorstand als alternativlos bezeichnet wurden – wurden Ende August 2012 aufgekündigt, laut Vorstand wurden seitens Anchorage immer weitere Bedingungen gestellt, die unerfüllbar gewesen seien. Seitdem liefen Gespräche mit der Wiener Privatbank Semper Constantia, die zusammen mit dem verbündeten Fonds Maseltov zu der Zeit 14,97 % der Praktiker-Aktien hielt, diese kamen Anfang Oktober 2012 zu einem erfolgreichen Abschluss. Am 11. Oktober 2012 legte der langjährige Aufsichtsrats-Vorsitzende Kersten von Schenck sein Amt nieder. Für die türkische Landesgesellschaft Praktiker Yapi Marketleri A.Ş. wurde im Februar 2013 Insolvenz angemeldet.
Zwischen 2011 und Anfang 2013 soll Praktiker rund 80 Millionen Euro für Beratungsdienstleistungen gezahlt haben, u. a. an die Unternehmensberatungen Roland Berger, Boston Consulting Group, McKinsey und die Wirtschaftskanzlei Freshfields.

### Insolvenz
Am 10. Juli 2013 erklärte sich die Praktiker AG für überschuldet und zahlungsunfähig. Am 11. Juli reichte das Unternehmen beim Amtsgericht Hamburg Insolvenzantrag für acht Töchter ein. Die AG sollte kurz darauf folgen. Die Tochtergesellschaft Max Bahr meldete am 25. Juli Insolvenz an. Das Auslandsgeschäft war nicht betroffen. Alle Standorte sollten zunächst weiterbetrieben werden. Am 9. August gab Insolvenzverwalter Christopher Seagon bekannt, dass 51 Märkte, darunter drei Extra-Bau+Hobby-Filialen, bis spätestens 31. Oktober geschlossen und nach Möglichkeit verkauft werden sollen.
Um das Unternehmen zu retten, sollte die profitable Tochter Max Bahr zur Hauptvertriebslinie in Deutschland gemacht werden. 90 von 170 Praktiker-Märkten sollten stärker auf Discount fokussiert und weitergeführt werden. Für dieses Sanierungskonzept fehlten rund 30 Millionen Euro.
Am 4. September 2013 gab der Insolvenzverwalter bekannt, dass kein Investor gefunden worden sei und deshalb alle Praktiker- und Extra-Bau+Hobby-Filialen geschlossen werden müssen. Somit begann die vollständige Liquidation des Unternehmens. Der Ausverkauf in den restlichen Filialen begann am Freitag, dem 13. September 2013 und war am 30. November abgeschlossen. Laut Insolvenzverwalter könnten jedoch einige Filialen unter anderen Marken fortgeführt werden, so übernahm beispielsweise Bauhaus die deutschlandweit größte Filiale in Berlin-Wedding. Im Oktober 2013 verkaufte die BM Praktiker International GmbH ihre Anteile an den drei luxemburgischen „Bâtiself“-Filialen an den Baumarktbetreiber C.W.A. Sàrl. diese wurden im Dezember an Hagebau weiterverkauft. Auch über andere Auslandsgesellschaften von Praktiker laufen bereits Investorengespräche. Am 25. Oktober begann in 40 Max Bahr-Märkten der Ausverkauf. Der für Teile von Max Bahr zuständige Insolvenzverwalter Jens-Sören Schröder gab am 15. November 2013 nach dem Scheitern einer Übernahme durch den Konkurrenten Hellweg wegen Streitigkeiten um die Max-Bahr-Immobilien die Abwicklung des Unternehmens bekannt. Die Royal Bank of Scotland hatte von Hellweg eine Konzernbürgschaft gefordert, die das mittelständische Unternehmen nicht leisten wollte. Kurz darauf bekundete das saarländische Unternehmen Globus Fachmärkte GmbH & Co. KG erneut Interesse an Max Bahr und dem Kauf der Filialen. Voraussetzung hierfür ist allerdings eine Einigung mit dem Eigentümer der Häuser, der Royal Bank of Scotland. Globus Fachmärkte, die 59 der 73 Max-Bahr-Filialen (von Praktiker auf Max Bahr umgeflaggte Filialen sind ausgenommen) unter altem Namen sowie die Zentrale in Kirkel weiterbetreiben wollten, einigten sich am 26. November 2013 mit der Royal Bank of Scotland über den Kauf der 59 Filialen. Die Unterzeichnung der Verträge stand noch aus und sollte am 27. November 2013 durchgeführt werden. An diesem Tag wurde jedoch bekannt, dass der Verkauf an Globus Fachmärkte gescheitert war und Max Bahr zerschlagen würde. Am 25. Februar schlossen die noch verbliebenen Max-Bahr-Märkte, damit ist der Praktiker-Konzern nicht mehr am deutschen Markt aktiv.

### Fortbestand Praktiker im Ausland

Logo der griechischen Version

Logo der ungarischen Version

Im Februar 2014 wurden die ukrainischen Praktiker-Märkte an den ukrainischen Investor Kreston Guarantee Group verkauft. Die rumänische Landesgesellschaft SC Praktiker Romania S.R.L. wurde von Search Chemicals S.R.L. aufgekauft. Search Chemicals will die Märkte unter der Marke „Praktiker“ weiter betreiben. Die bulgarische Tochter Praktiker EOOD wird an die Videolux Holding verkauft. Der Schweizer Investor Papag AG kaufte im März 2014 die 24 Standorte von Praktiker Polska sp. z o.o. auf und will den Betrieb unter dem bisherigen Namen weiterführen. Die griechische Auslandsgesellschaft Praktiker Hellas AE Athen wird von der kanadischen Fairfax Financial Holdings Ltd. übernommen, auch hier soll der Betrieb unter der Marke „Praktiker“ fortgeführt werden. Die ungarische Landesgesellschaft Praktiker Kft. Budapest wurde 2015 ebenfalls vom Schweizer Investor Papag AG übernommen. Damit existierte nur noch die Praktiker-Konzernzentrale am alten Standort in Kirkel, die nach zwischenzeitlichem Leerstand derzeit zum Polizeizentrum umgebaut wird.
Im Januar 2016 wurden in Ungarn die Niederlassungen an 19 Standorten mit 1.100 Arbeitsplätzen vom Geschäftsführer Karl-Heinz Keth und der ungarischen Wallis-Gruppe übernommen.
Die 2016 auf Rang 2 liegende Baumarktkette wird weiterhin unter dem Namen „Praktiker“ mit nahezu identischem Logo geführt.

## Struktur und Kennzahlen
Der Praktiker-Konzern hatte zum Jahresende 2010 insgesamt 438 Märkte (davon 236 Praktiker-Filialen, 17 extra Bau+Hobby und 78 Max-Bahr-Märkte) in zehn Ländern (Albanien, Deutschland, Luxemburg, Polen, Ukraine, Ungarn, Rumänien, Bulgarien, Griechenland, Türkei) mit knapp 21.500 Mitarbeitern (Vollzeitkräfte im Jahresdurchschnitt, davon in Deutschland mehr als 11.800, international knapp 9.700) und einer Verkaufsfläche von 2,9 Millionen Quadratmetern (davon in Deutschland 2,1 Millionen Quadratmeter). Er erzielte einen Umsatz von 3,5 Milliarden Euro, davon allein in Deutschland 2,5 Milliarden Euro. Das war im Vergleich zum Vorjahr (jeweils flächenbereinigt) ein Rückgang von insgesamt 5,9 %, 6,3 % in Deutschland und 4,8 % bei Praktiker International. Aufgeteilt nach Vertriebslinien entfielen auf Praktiker 1,680 Milliarden Euro (−8,4 %) und auf Max Bahr 685,5 Millionen Euro (−0,7 %). Die Eigenkapitalquote lag 2010 bei 41,4 %.
Praktiker hatte sich Ende 2006 aus Österreich zurückgezogen; zuletzt hatte es damals noch vier Standorte in Wien, Wiener Neustadt und Graz gegeben.
2012 erwirtschaftete das Unternehmen bei einem Umsatz von 3.003 Millionen Euro einen Verlust von 190 Millionen Euro. 2011 waren es 556 Millionen Euro Verlust bei einem Umsatz von 3.183 Millionen Euro gewesen. Die Schulden stiegen im gleichen Zeitraum von 351 auf 491 Millionen Euro an. Das Unternehmen beschäftigte knapp 20.000 Mitarbeiter.

## Eigenmarken
Im Praktiker-Sortiment befanden sich auch etliche Eigenmarken, darunter Budget, Praktiker und Faust (quer durch alle Sortimente), HomeFit (Möbel, Fliesen, Innendeko, Leuchten), Alaska Platinum (Leuchten), Fleurelle (Gartenwerkzeug, Pflanzen, Dünger), Outdoor (Fahrräder, Gartenausstattung, Camping), und Sparkling (Sanitärbedarf). Diese Marken stehen seit 2014 zum Verkauf.

## Öffentliche Wahrnehmung
Praktiker warb seit 2003 mit dem von dem Schauspieler und Synchronsprecher Manfred Lehmann gesprochenen Slogan „20 % auf alles – außer Tiernahrung“. Grund für die Ausnahme bei Tiernahrung war laut Angaben des Vorstandsvorsitzenden Werner anfänglich, dass durch den Rabatt der Angebotspreis unter den Selbstkostenpreis gefallen wäre, was seit 1999 durch das Gesetz gegen Wettbewerbsbeschränkungen in der Regel verboten ist. Es sind aber durchaus Ausnahmen möglich und die seitherige Rechtsprechung schuf hierzu einen gewissen Auslegungsrahmen, den Praktiker nutzte. Außerdem liegt inzwischen die Handelsspanne bei Tiernahrung meist über 20 Prozent, so dass kaum mehr ein Verstoß gegen dieses Gesetz droht. Später diente der Zusatz in dem Slogan, der gewissen Kultcharakter erlangt hat, der Einprägung und Wiedererkennung der Marke Praktiker (Corporate Branding), als Hinweis, dass der Baumarkt Praktiker auch das Randsortiment Tiernahrung führt, sowie als psychologische Verstärkung der Haupt-Werbebotschaft.
Am 17. Juni 2008 entschied das Oberlandesgericht Saarbrücken, Praktiker dürfe nicht mehr mit dem Slogan werben, da dieser „irreführend“ sei. Die Baumarktkette biete nämlich Tchibo-Produkte als Kommissionsware an, die von Rabattaktionen ausgeschlossen sei. Eine Nichtzulassungsbeschwerde der Revision des Unternehmens wies der Bundesgerichtshof zurück. Daraufhin vereinbarte Praktiker mit Tchibo, deren Produkte vor Beginn der 20-%-Aktionen aus den Shop-in-shop-Regalen zu nehmen und diese zusätzlich abzudecken. Somit konnte die Werbeaktion fortgesetzt werden.
Im Zuge einer Neuausrichtung der Preisstrategie wurde Anfang 2008 auch die Zahl der 20-%-Aktionen etwa halbiert, was nach Unternehmensangaben zu einem deutlichen Umsatzrückgang führte, der sich 2009 fortsetzte.

## Kritik
Nach einem Urteil des Bundesgerichtshofes (Az.: I ZR 122/06 vom 20. November 2008) wurde dem Konzern untersagt, weiterhin mit dem „20 % auf alles“-Slogan zu werben, wenn sie einzelne Artikel unmittelbar zuvor billiger angeboten haben. Die Zentrale zur Bekämpfung unlauteren Wettbewerbs hatte gegen die Baumarktkette geklagt, weil diese einige Artikel aus ihrem Sortiment kurz vor der Rabattaktion verteuerte, um diese während der Rabattaktion weiterhin zum regulären Preis anbieten zu können. Der Bundesgerichtshof sah darin eine Irreführung des Verbrauchers.
Im Mai 2010 verhängte das polnische Kartellamt einen Bußgeldbescheid in Höhe von rund 9,4 Millionen Euro gegen Praktiker Polska Sp.z o.o., der operativen polnischen Konzerngesellschaft von Praktiker, wegen illegaler Preisabsprachen von 2000 bis 2006.